# Kanton Alto-di-Casaconi
Der Kanton Alto-di-Casaconi war bis 2015 ein französischer Wahlkreis im Arrondissement Corte, im Département Haute-Corse und in der Region Korsika. Sein Hauptort war Campitello.
Der Kanton war 143,33 km² groß und hatte 1.974 Einwohner (Szand 1999).
Er bestand aus folgenden Gemeinden:
| Gemeinde              | Einwohner | Code postal | Code Insee |
| --------------------- | --------- | ----------- | ---------- |
| Bigorno               | 78        | 20252       | 2B036      |
| Campile               | 199       | 20290       | 2B054      |
| Campitello            | 103       | 20252       | 2B055      |
| Canavaggia            | 98        | 20235       | 2B059      |
| Crocicchia            | 50        | 20290       | 2B102      |
| Lento                 | 116       | 20252       | 2B140      |
| Monte                 | 444       | 20214       | 2B166      |
| Olmo                  | 168       | 20290       | 2B192      |
| Ortiporio             | 113       | 20290       | 2B195      |
| Penta-Acquatella      | 40        | 20290       | 2B206      |
| Prunelli-di-Casacconi | 162       | 20290       | 2B250      |
| Scolca                | 62        | 20290       | 2B274      |
| Volpajola             | 366       | 20290       | 2B355      |